# Dina Averinová
Dina Alexejevna Averinová (rusky Дина Алексеевна Аверина, * 13. srpna 1998 Zavolžje) je ruská reprezentantka v moderní gymnastice a trojnásobná mistryně světa ve víceboji. Má dvě sestry, její o dvacet minut starší dvojče Arina Averinová je rovněž moderní gymnastkou. Na mistrovství světa v moderní gymnastice, které se konalo v roce 2017 v italském městě Pesaro, vyhrály sestry všechna cvičení s náčiním a obsadily první dvě místa ve víceboji.

## Kariéra
Moderní gymnastice se věnuje od čtyř let, od roku 2014 soutěží na seniorské úrovni. Studuje Lesgaftův institut, je členkou klubu CSKA, trénuje ji Irina Vinerová. Na MS 2017 vyhrála víceboj, cvičení s obručí a kužely, stříbrnou medaili získala za cvičení se stuhou a míčem. Na mistrovství Evropy v moderní gymnastice v roce 2017 vyhrála s obručí a stuhou a soutěž družstev, s kužely obsadila druhé místo. Na ME 2018 byla druhá ve víceboji. Na Světových hrách 2017 získala jednu zlatou medaili (kužely) a tři stříbrné medaile (stuha, obruč, míč).